# Машуков, Аслан Владимирович
Асла́н Влади́мирович Машу́ков (4 ноября 1984, Сармаково, Зольский район, Кабардино-Балкарская АССР) — российский футболист, полузащитник. Ныне начальник команды «Спартак-Нальчик».

## Карьера
Игрок начал свою футбольную карьеру в дублирующем составе клуба «Спартак-Нальчик». В 2003 году получил приглашение в основной состав команды. 22 июля 2007 года в матче 17-го тура чемпионата России, в домашнем матче против краснодарской «Кубани» отдав голевую передачу на Марата Дзахмишева, стал соавтором первого в истории российской премьер-лиги кабардинского гола нальчикского «Спартака»
6 февраля 2010 года было сообщено, что Аслан перешёл в «Аланию». Проведя во Владикавказе 2 года, 6 июля 2012 года Машуков стал игроком «Волгаря».
25 июня 2013 года подписал двухлетний контракт с «Факелом».

## Достижения
Алания
- Финалист Кубка России: 2010/11